# Akoko Nord Est
Akoko Nord Est est une zone de gouvernement local de l'État d'Ondo au Nigeria,.

## Source
- (en) Cet article est partiellement ou en totalité issu de l’article de Wikipédia en anglais intitulé « Akoko North-East » (voir la liste des auteurs).